# Elatostema divaricatum
Elatostema divaricatum är en nässelväxtart som först beskrevs av Gaudichaud, och fick sitt nu gällande namn av F.R. Fosberg. Elatostema divaricatum ingår i släktet Elatostema och familjen nässelväxter. Inga underarter finns listade i Catalogue of Life.